# Araniko
Aniko, Anige o Araniko (1245-1306) fue una de las figuras clave en el arte de Nepal, Tíbet y China por los intercambios artísticos en estas áreas.
Nació en Valle de Katmandú, Nepal, durante el reinado de Abhaya Malla. Durante el reinado de Jaya Bhim Dev Malla, fue enviado en un proyecto para construir una estupa dorada en el Tíbet, donde también se inició. Desde el Tíbet fue enviado a China para trabajar en la corte del emperador Mongol Kublai Khan, el fundador de Dinastía Yuan (1279-1368), donde llevó la tradición artística del Himalaya para influir en el arte chino. Años más tarde en China se casó con una chica mongol y con otras siete mujeres de quien tuvo un total de 6 hijos y 8 hijas.

## Fondo histórico
El evento que reunió Arniko al Tíbet y eventualmente a la corte Mongol, fue el decreto de Kublai Khan del 1260 a Drogön Chögyal Phagpa, el quinto patriarca de Sakya, secta del budismo tibetano, para construir un estupa de oro para "el señor de Dharma", que es la Sakya Pandita Kun dga' rgyal mtshan (1182-1251).

## Lhasa
Los artistas con destino a Tíbet fueron ordenados para elegir un líder entre ellos. Tal vez debido a la incertidumbre de su futuro, nadie fue lo suficientemente valiente para asumir la responsabilidad, excepto la confianza Arniko. Cuando el rey intentó desanimarlo debido a su juventud, él respondió: "mi cuerpo es realmente joven, pero mi mente no lo está". 
En el Tíbet, Arniko había impresionado Phagpa en su primera reunión en 1261. Phagpa de inmediato reconoció su excepcional habilidad artística y capacidad administrativa y confiado para supervisar la construcción. El stupa fue construido dentro de la sala principal del monasterio Sakya. Arniko pasó dos años en este proyecto.

## Xanadu

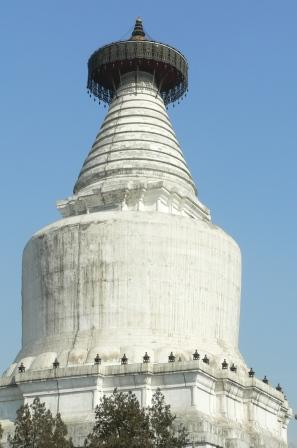
La estupa blanca

El emperador pidió a Araniko reparar un importante ídolo bronce regalada por un emperador. Le tomó dos años para terminar la restauración. En el segundo mes de 1265, Arniko finalizó la restauración y la estatua parecía tan perfecta que incluso los más expertos artistas de China admiración su trabajo. 
En la China de la Dinastía Yuan, diseñó y construyó muchos edificios. Su arquitectura más famosa es la estupa blanca de Pekín, que era la estructura más grande en ese tiempo. tomando casi diez años (1279-1288) para completar, la estupa más conocido como blanca, sigue en pie hoy en día. Se levanta a una altura de 50,9 metros y tiene un diámetro de más de 30 metros en su base. Trece bandas circulares amplias de moldeo, llamado los "Trece Cielos", dividen su superficie. En el vértice del cono sur es una estructura paraguas-como disco de bronce con 36 campanas de bronce colgando de su borde. En la parte superior es una pequeña pagoda de bronce, en sí mismo una obra de arte.
En 1961, entonces primer ministro chino Zhou Enlai firmó una proclamación declarando que el templo debía ser protegido como un tesoro nacional. Esta proclamación protegía la estupa blanca durante la Revolución Cultural de los años sesenta.